# Mirosława Jenek
Mirosława Jenek (ur. 16 lipca 1944 w Poznaniu) – polska robotnica, posłanka na Sejm PRL VI kadencji.

## Życiorys
Pracowała jako pakowaczka w Poznańskich Zakładach Koncentratów Spożywczych Amino. Od 1962 należała do Związku Młodzieży Socjalistycznej, a od 1966 do Polskiej Zjednoczonej Partii Robotniczej (w 1971 była delegatką na jej VI Zjazd). W 1972 została wybrała na posła na Sejm PRL VI kadencji z okręgu Poznań. Należała do Komisji Rolnictwa i Przemysłu Spożywczego.